# Arcade veineuse palmaire superficielle
L'arcade veineuse palmaire superficielle est l'ensemble des veines superficielles de la paume de la main formant le réseau veineux satellite de l'arcade palmaire superficielle. Elle reçoit les veines digitales palmaires.